# Akna Montes
Gli Akna Montes sono una struttura geologica della superficie di Venere.